# Gortynský zákoník

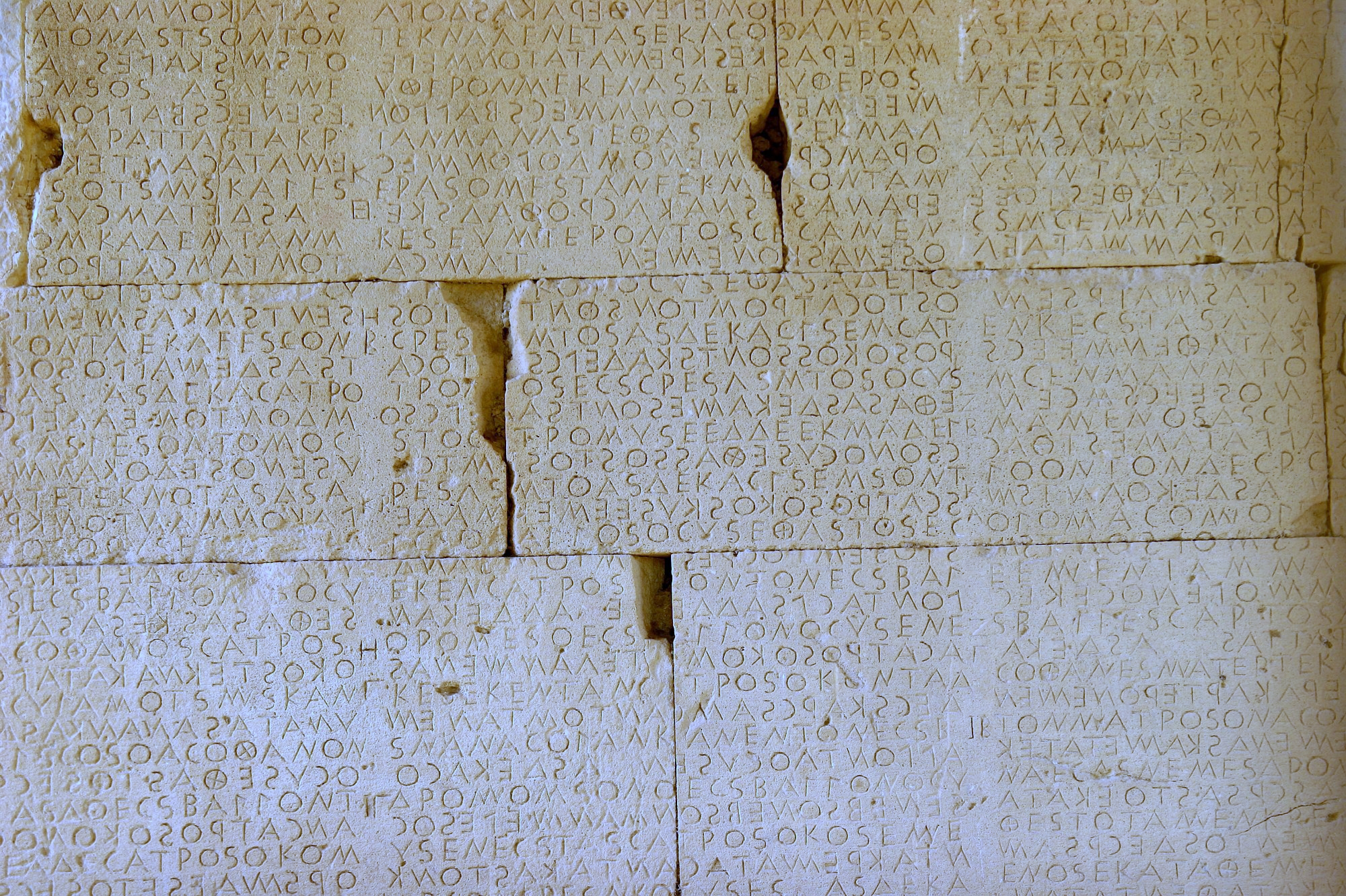
Gortynský nápis

Gortynský zákoník je nejstarší dochovaný evropský normativní právní akt a téměř úplně zachovalá epigrafická památka, jejíž vznik se datuje do zhruba poloviny 5. stol. př. Kr. Text zákoníku se dochoval na stěnách ódeia, jež se nachází v severní části agory, v blízkosti akropole, v severní části archeologické zóny v Gortyně na Krétě. V literatuře bývá nápis někdy označován rovněž jako Velký nápis (Great Inscription), Královna nápisů (Queen of Inscriptions), Deltoi nebo Dvanáct sloupců (Twelve Columns).

## Hmotný podklad

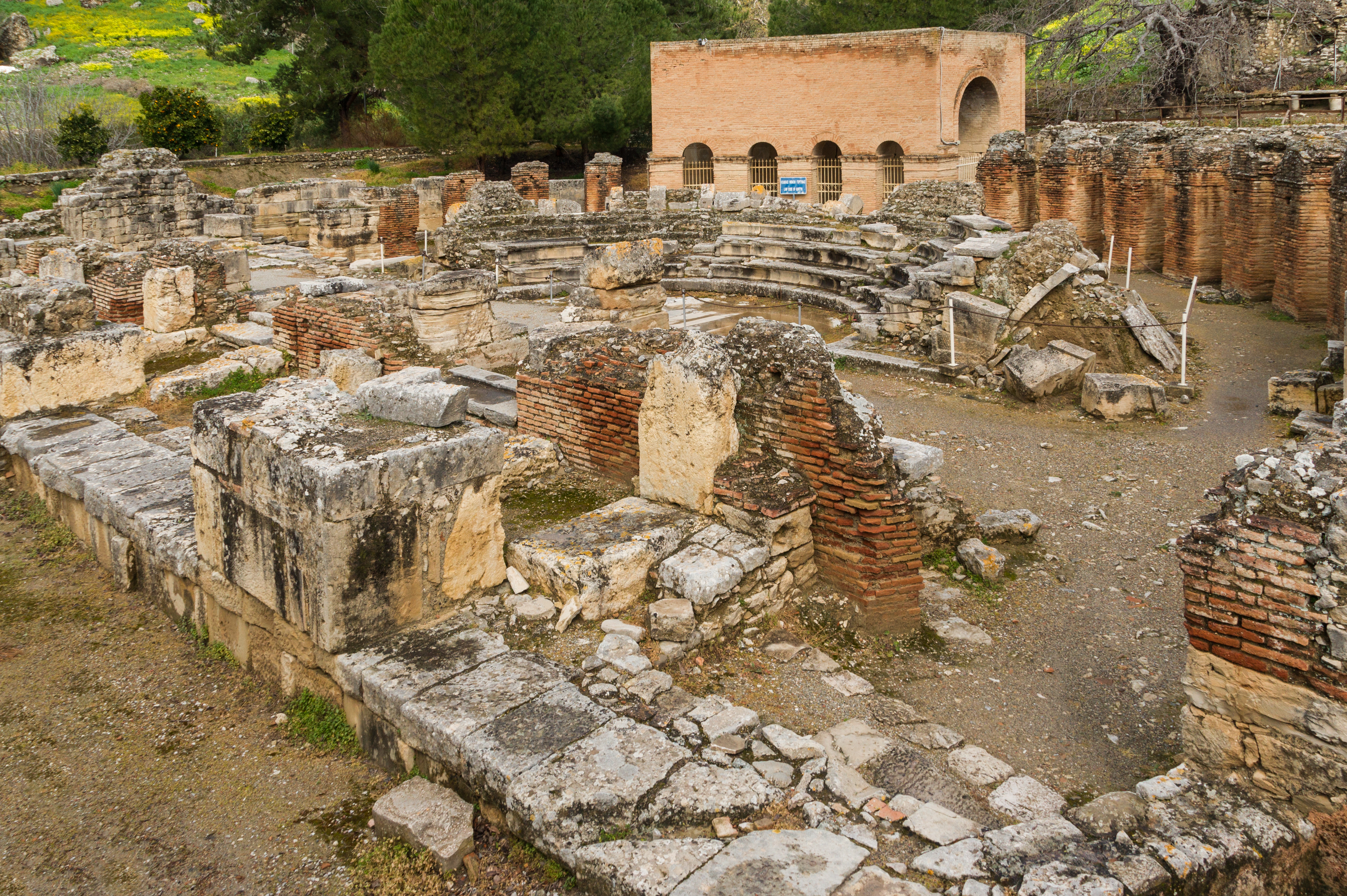
Ódeion v Gortyně

Zákoník je vyryt na vnitřní zdi gortynského ódeia. Stavba ódeia sloužila jako místo k produkci hudby, provozování divadla, jakož i ke scénické recitaci poesie. Není ale jasné, jestli i v době, kdy byl zákoník poprvé vyryt, sloužila stavba k tomuto účelu. V literatuře se objevují i závěry, že stavba dříve sloužila jako shromaždiště (ekklésiastérion) či místo určené k poradám představených města (búleutérion). Stavba prošla už ve starověku několika rekonstrukcemi, při nichž mohlo dojít i k opětovnému vyrytí textu zákoníku do rekonstruovaných zdí. Pravděpodobně k nim došlo v 1. stol. př. Kr., 1. stol. po Kr. (za vlády císaře Traiána) a ve 3. stol. po Kr. Během 6. stol. po Kr. byla budova opuštěna.
Desky s nápisem textu zákona se nyní nacházejí na místě, kde byly nalezeny, tedy v ódeiu. Chrání je cihlová stavba postavená v roce 1889 a kovový plot.

## Objevení a výzkum zákoníku

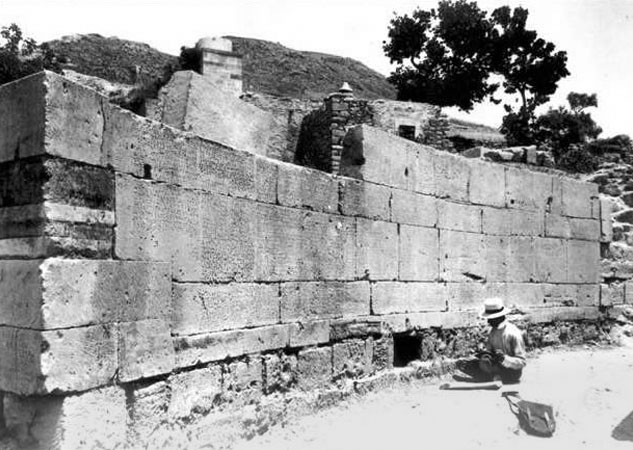
Text po objevení.

První fragment nápisu (15 řádků sloupce IX) byl objeven Francouzi Perrotem a Thenonem v roce 1857 na kameni zastavěném do nedalekého mlýna. Tento fragment byl odvezen z Kréty a publikován v Revue archélogique v roce 1867. Tento zlomek se nyní nachází v pařížském muzeu Louvre. Nápis jako celek objevil v ódeiu italský akademik Federico Halbherr v září 1884. Mezi prvními vydáními textu zákoníku lze zmínit publikaci německým inskripcionistou E. Fabriciem v Athenische Mitteilungen (1884) či Comparettim a Halbherrem v Monumenti Antichi (1893). Text zákoníku byl rovněž vydán jako součást publikace Inscriptiones Creticae (svazek IV „Tituli Gortynii“) autory F. Halbherrem, M. Guarduccim. Následně, v letech 1888 a 1891 zákoník přeložili Alexandros Rangavis a Andreas Skias. Za zmínku rovněž stojí edice historika Ronalda Willetse (1967).

## Normativní obsah
Moderním pohledem lze Gortynský zákoník označit za předpis pokrývající více oblastí práva, přičemž nejšířeji se jeho regulace dotýká soukromoprávních vztahů (rodinné právo, dědění). Kodex ovšem obsahuje i ustanovení z oboru práva procesního (např. pariční lhůty nebo pravidla hodnocení důkazů). Některá ustanovení postihují jednání (např. znásilnění), která jsou dnes předmětem regulace odvětví práva veřejného (např. trestního) práva. R. Dareste vyslovil myšlenku, že s ohledem na to, že zákoník nepokrývá některé oblasti soukromého práva (např. práva věcná) ani trestního práva, je pravděpodobně, že nahradil co věcného rozsahu své regulace starší předpis.
Z přechodného ustanovení k darování (sloupec XII) je zjevné, že tehdejší zákonodárce dbal na to, aby v dotčené oblasti nebyl zákon aplikován retroaktivně. Ustanovení rovněž naznačuje, že darování bylo před účinností zákoníku upraveno jiným předpisem, neboť z něj plyne, že darování učiněná před účinností zákoníku zůstávají nedotčena,

### Osnova zákoníku
Adonis S. Vasilakis vytvořil tematickou osnovu zákoníku rozčleněnou podle jednotlivých sloupců textu. Citace uvedená níže obsahuje její český překlad. Římská číslice značí sloupec, arabská řádek:
- "Definice osobního statusu svobodného občana a otroka; zákaz svépomoci; ochrana obviněného před řízením (I-II 2)
- Znásilnění a nevěra (II 2-45)
- Majetkové poměry při rozvodu (II 45 - III 1)
- Majetkové poměry ovdovělého manžela (III 45 - III 1)[8]
- Darování mezi manžely (III 37-40)
- Postavení otrokyně po rozvodu (III 40-44)
- Narození dítěte po rozvodu; děti nemanželské; opuštění dítěte (III 44 - IV 23)
- Moc otcovská; manželka a vlastnictví jejího majetku; dědická posloupnost; věno; majetkové vztahy v rodině (IV 23 - VI 46)
- Koupě otroka v cizině a jeho osvobození vykoupením (VI 46-55)
- Děti zrozené ze svobodných občanů a z otroků (VI 55 - VII 10)
- Koupě otroka a odpovědnost kupujícího (VII 10-15)
- Práva dědičky (VII 15 - IX 24)
- Závazky zesnulého a jeho příbuzných (IX 24-40)
- Závazek syna, který je ručitelem, za života jeho otce (IX 40-43)
- Proces vymáhání dluhu za zvláštních okolností (IX 43-54)
- Darování (XI-20)
- Neplatnost darování v případě, že je dárce dlužníkem (X 20-25)
- Zákaz zcizení osoby zajišťující dluh (X 25-32)
- Adopce (Anpansis) (X 33 - XI 23)
- Předvedení žalovaného před soud (XI 24-25)
- Instrukce soudci ohledně důkazů (XI 26-30)
- Odpovědnost za dluhy zesnulého (XI 31-45)
- Dodatek k ustanovením sloupce II 45 - III 46 (XI 46-55)
- Přechodná ustanovení k darování (XII 1-5)
- Orfanodikastas. Doplněk k ustanovením o dědici (XII 6-19)"

### Vybrané oblasti regulace
Níže se pokusíme přiblížit obsah právní regulace některých právních institutů hmotného práva, jak vyplývá ze zákoníku. Jako inspirativní zdroj normativní informace byl použit anglický překlad Adonise S. Vasilakise a francouzský překlad R. Daresteho. Značná část reguluce zákoníku se věnuje postavení otroků, manželskému majetkovému právu a právu dědickému.

#### Osobní status otroka a svobodného občana, nakládání s otroky
Nikdo nemohl být zbaven osobní svobody soukromou osobou. Stalo-li se to, vystavoval se věznitel pokutě odlišné podle toho, zda uvěznil svobodného občana nebo otroka, a soud měl nařídit propuštění uvězněného do tří dnů. Neuposlechnutí soudního příkazu se vymáhalo donucovací pokutou udělovanou za každý den prodlení, případně ještě v kombinaci s jednorázovou pokutou. Zákoník obsahuje pravidla pro výpočet pokut a pro hodnocení důkazů ve sporech týkajících se takovéhoto omezení osobní svobody. Jestliže byl věznitelem svobodného nebo otroka či majitelem uvězněného otroka jeden z tzv. κόσμοι [kosmoi], tj. vrcholných představitelů městského státu, projednával se spor o omezení osobní svobody až po skončení jeho mandátu. Omezení osobní svobody osoby odsouzené za dluh nebo zástavního dlužníka nepodléhalo tomuto režimu. (sloupec I)
Pokud otrok vstoupil do domu svobodné ženy a vzal si ji, jejich děti byly svobodné. Pokud svobodná žena vstoupila do domu otroka (domu jeho pána) a vzala si ho, jejich děti byly otroci. (sloupec VII) V literatuře se však někdy status dítěte spojuje s místem jeho narození, nikoliv s místem sňatku rodičů.
Poznámka: Otroci byli na starověké Krétě rozděleni do dvou kategorií: 1) mnoitai (otroci) a 2) afamiotai (domácí, usazení otroci, oikeis). Na rozdíl od prvních mohli afamiotai vlastnit majetek a vstupovat do manželství. Neměli však způsobilost právně jednat. Výraz dólos (ř. δῶλος), který se v zákoníku objevuje, znamená podle P. Olivy totéž, co afamiótés (usazený otrok). R. Dareste je jiného názoru a pojem dólos přiřazuje pojmu mnoités.

#### Znásilnění a nevěra
Oba delikty jsou upraveny ve sloupci II. Pokud jde o nevěru, zákoník výslovně uvádí případy, kdy muž svede ženu. Naproti tomu, u znásilnění se výslovně hovoří o znásilnění ženy či muže. Jakého pohlaví mohl být pachatel, aby byl skutek považován za znásilnění, se neuvádí.
Oba delikty byly stíhány pokutou, která představovala soukromoprávní nárok. Pokuta za znásilnění byla odstupňována podle toho, kdo byl jeho obětí (svobodný občan/-ka, otrok,-kyně, domácí otrokyně či domácí otrokyně, která již byla svedena a kdo byl jeho pachatelem (otrok, svobodný občan). Pokuta za nevěru byla odstupňována podle toho, zda byla svedena svobodná občanka nebo otrokyně, zda byla pod ochranou příbuzného či nikoliv, či zda ke svedení došlo v domě příbuzného (vyšší pokuta) či jinde (nižší pokuta).
U nevěry navíc bylo možno přistiženého svůdce zadržet v domě. Poté bylo třeba před svědky přísahat jeho rodině, že bude propuštěn ve lhůtě pěti dnů ode dne zaplacení výkupného. Pro případ, že výkupné zaplaceno nebylo, dával zákoník právo zadržiteli naložit se svůdcem podle svého uvážení.
Zvláštní režim platí pro tyto delikty, byly-li spáchány tzv. apetairem (1. pád apetairos, ř. ἀπεταίρος) či spáchány na ženském příslušníku jeho rodiny.
(sloupec II)

#### Majetkové vztahy při zániku manželství

##### rozvodem
Pokud se dvojice rozvedla, byla žena oprávněna si ponechat majetek, který vlastnila, když se vdávala, a k tomu až polovinu hospodářského výsledku rodiny v rozsahu, v jakém vzešel z jejího majetku. Nadto jí připadala polovina rukodělných výrobků, které vytvořila. K tomu mohla žádat ještě 5 statérů v případě, že za rozvod byl odpovědný manžel. Odcizila-li však rozvedená manželka něco z manželova majetku, co jí s rozvodem nepřipadlo, byla stižena pokutou. Jestliže ji z toho někdo vinil a ona však popřela, že by vzala více, než jí podle práva připadalo, mohla se pokuty zprostit zápůrčí přísahou před sochou Artemidy Toxie (1. pád Artemis Toxia) v chrámu v Amyklaiu (1. pád Amyklaion, 2. pád Amykláia – dnešní Kommos). Jestliže jí z dotčených věcí někdo něco odňal poté, co se zapřisáhla, byl pokutou naopak stižen on. (sloupec III)

##### smrtí
Jestliže zemřel ženatý muž, který měl děti, mohla se manželka po jeho smrti znovu vdát před třemi dospělými svědky. Zároveň si mohla ponechat svůj majetek a všechno, co jí manžel za života dal v souladu s právem. Pokud si vzala něco, co náleželo dětem, mohly se obrátit na soud. Jestliže ženatý muž zemřel bezdětný, připadala ženě příslušná část majetku v pozůstalosti, její vlastní majetek a polovina rukodělných výrobků, které vytvořila. Jestliže vdaná žena zemřela bezdětná, musel její manžel vrátit jejím epiballontům (1. pád j. č. epiballón, 2. pád. j. č. epiballonta), to jest osobám, jež by jinak měly podle zákona právo si ji vzít, kdyby byl zemřel manžel, její majetek, polovinu rukodělných výrobků a polovinu hospodářského výsledku, který vzešel z jejího majetku.

#### Postavení dětí
Otec měl otcovskou moc nad dětmi, matka však jen nad svým vlastním majetkem. Jestliže neprovdaná otrokyně porodila dítě, bylo v moci pána jejího otce. Jestliže otec nebyl naživu, potom v moci pána jejího bratra. Porodila-li rozvedená žena dítě, musela jej přinést bývalému manželu za přítomnosti třech svědků. Pokud ten dítě nepřijal, bylo pod mateřskou mocí. Jestliže dítě porodila rozvedená otrokyně, muselo být dítě přineseno za přítomnosti dvou svědků pánovi jejího bývalého manžela. Pokud je tento nepřijal, bylo dítě v opatrování pána matky. (sloupec III)
Odhalila-li žena dítě dříve, než jej takto prezentovala k přijetí příslušné osobě, byla stíhána pokutou. Výjimkou byla situace, kdy tento muž neměl dům, kde by dítě vychoval, nebo nebyl k nalezení. (sloupec IV)
Adopci bylo možno vykonat prohlášením na agoře před občany města na speciálním pódiu a za dodržení určitého rituálu (oběti). Obdržel-li osvojenec po smrti osvojitele veškerý jeho majetek proto, že zde nebyly jeho zákonné děti, potom byl zavázán splnit všechny osvojitelovy závazky k bohům i lidem. Neučinil-li to, připadl zděděný majetek příbuzným osvojitele. Zemřel-li osvojenec bezdětný, majetek, který po osvojiteli zdědil, přecházel zpět na rodinu/dědice osvojitele. Adopci bylo možno odvolat prohlášením učiněným na agoře (na stejném pódiu, jako byla učiněna). Bylo k tomu nutno složit částku 10 statérů soudu. Úředník, který měl na starosti věci cizinců, ji potom vyplatil bývalému osvojenci. (sloupec X - částečně poškozen, sloupec XI)

#### Dědění

##### Dědická posloupnost
Dědická posloupnost byla asi takováto:
1. skupina: děti, vnoučata, pravnoučata
2. skupina: bratři zesnulého, jejich děti a jejich vnoučata
3. skupina: sestry zesnulého, jejich děti a jejich vnoučata
4. skupina: následující epiballonti (viz výše: zánik manželství smrtí)
5. skupina: lidé představující stejný kléros.

Dědická posloupnost brala za dědice členy oiku zesnulého, mezi něž se ovšem nepočítala manželka. Ta připadala v úvahu jen tehdy, pokud oikos zesnulého vymřel.
Jestliže se pozůstalí nemohli dohodnout na tom, zda majetek v pozůstalosti rozdělit, či nikoliv, přiřkl jej soud až do rozdělení těm, kdo jej rozdělit chtěli. Pokud se nemohli dohodnout na tom, jakým způsobem jej rozdělit, přikazoval jim zákon prodat jej v dražbě za nejvyšší nabídkovou cenu a ponechat si příslušný podíl z výtěžku dražby. Při dělení majetku museli být přítomni 3 nebo více svědků. (sloupec V)
Měla-li zemřelá matka svobodné i otročí děti, dědily pouze děti svobodné. (sloupec VII)
Bylo-li dceři za života později zemřelého otce dáno tímto otcem věno, neměla právo na nic dalšího z pozůstalosti po otci. (sloupec IV)

##### Dědička bez manžela
Žena, která zdědila majetek a zároveň neměla manžela ani bratra (z krve svého otce), se musela vdát. Byla stanovena pravidla určující, koho si má vzít. Úprava byla vybudována na zásadě, že majetek musí zůstat v její rodině. Základní pravidlo tedy znělo, že si musí vzít nejstaršího bratra svého otce. Nebyl-li tu bratr, potom jeho syna. Bylo-li dědiček i bratrů (synů bratrů) více, potom rozhodoval věk (od nejstaršího). Každý takový ženich mohl pojmout za choť jen jednu dědičku. Odmítnout takový svazek bylo možno zásadně jen z důvodu nedostatečného věku, a to oboustranně. Odmítl-li příslušný příbuzný dědičku pojmout za manželku, ačkoliv měla dostatečný věk a přála si s ním vstoupit do manželství, mohli se její příbuzní obrátit na soud a ten mu přikázal manželství uzavřít ve lhůtě dvou měsíců. Odmítnutá dědička si rovněž mohla vzít dalšího příbuzného v pořadí a nebyl-li takový, potom kohokoliv ze svého kmene, kdo o to požádal. Jestliže sama dědička příslušného ženicha odmítla, mohla si vzít někoho jiného, pokud odmítnutému dala podíl ze svého majetku. Nebylo-li zákonných ženichů a nenašel-li se ve kmeni nikdo, kdo by si chtěl dědičku vzít, její příbuzní museli vyhlásit ve kmeni výzvu k podávání nabídek ke sňatku. Byla-li nějaká nabídka dána, musel být sňatek uzavřen do 30 dnů. Nebyla-li dána, musela si dědička vzít kohokoliv jiného (vně kmene), kdo o to požádal. Do doby, než dědička dospěla do věku na vdávání, spravovali její majetek její příbuzní a jí připadala polovina výnosů. Pojal-li někdo dědičku za manželku v rozporu se zákonem, mohla se její rodina obrátit na příslušného magistráta (úřad). (sloupce VII, VIII)

##### Dluhy zemřelého
Jestliže se dědicové zemřelého rozhodli splnit po jeho smrti jeho dluh, mohli to učinit a majetek v pozůstalosti připadal jim. Jestliže to udělat nechtěli, majetek v pozůstalosti připadl věřitelům a dědicové už nebyli povinni k dalšímu peněžitému plnění. Dluhy zesnulého otce se uspokojovaly z pozůstalosti po otci, dluhy zesnulé matky z pozůstalosti po matce. (sloupec XI)

#### Závazkové právo

##### Plnění cizího dluhu
Jestliže někdo zprostil jiného (nalezeného za hranicemi svého domovského města) jeho dluhu tak, že jej za něj splnil, mohl jej mít v moci do té doby, než mu poskytl náhradu. (sloupec VI)

##### Koupě otroka
Předmětem soudního sporu mohlo být, pokud někdo koupil na trhu otroka a nesplnil své povinnosti (zřejmě zaplatit kupní cenu) do 60 dní anebo pokud se otrok choval, jak neměl (vady předmětu koupě). (sloupec VII)

##### Darování
Pro darování synem matce a manželem manželce byl stanoven maximální limit 100 statérů. Jestliže byl překročen, mohli si dědicové dárce ponechat to, oč dar limit překročil. Darování dlužníkem, osobou, jež byla odsouzena k zaplacení pokuty, či osobou, jež vystupovala jako účastník soudního řízení, bylo neplatné, pokud majetek této osoby nepostačoval k úhradě dluhu. (sloupec X - částečně poškozen)

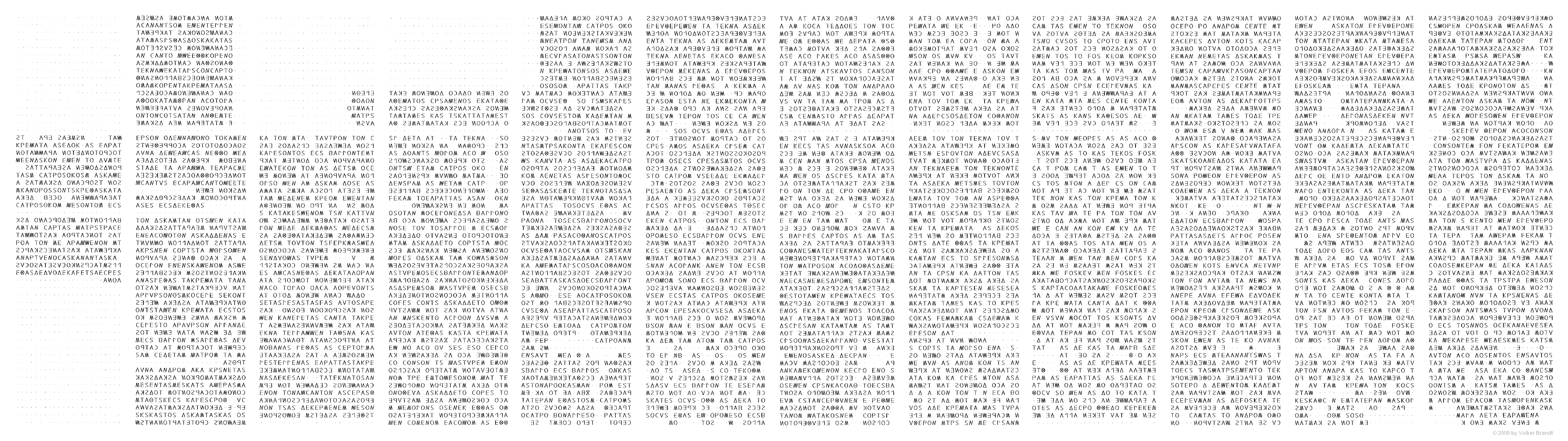
Text zákoníku v řečtině

## Forma
Zákoník je uveden zvoláním "Bohové!" (ΘΙΟΙ), což je jeden z typických způsobů, kterým byly uvozovány krétské juristické texty.

### Písmo
Text zákoníku je psán způsobem zvaným bústrofedon. Alfabeta, jíž je text zákoníku zaznamenán, používá dlouhé samohlásky Ε, ε (e psílon) a Ο, ο (o mikron) namísto znaků Η, η (éta) a Ω, ω (o mega). Namísto znaků pro aspirované hlásky Φ, φ (fí) a Χ, χ (chí) používá text znaky Π, π (pí) a Κ, κ (kappa). Namísto písmene Z, ζ (zéta) používá text geminované (zdvojené) písmeno Δ, δ (delta), tedy spřežku ΔΔ, δδ. Namísto znaků zachycujících v attičtině afrikáty, tj. Ξ, ξ (ksí) a Ψ, ψ (psí), používá text spřežky ΚΣ [ks] a ΠΣ [ps].